# Shantha Mayadunne
Shantha Mayadunne (em cingalês:  ශාන්ති මායාදුන්නේ; morreu em 21 de abril de 2019) foi uma chef do Sri Lanka e personalidade de televisão. 

## Carreira
Ela teve trinta anos de experiência nas artes culinárias e tornou-se uma das mais populares chefs de televisão do Sri Lanka.  Ela aprendeu técnicas avançadas de culinária internacional em escolas de culinária em muitos países, incluindo Austrália, Reino Unido, Cingapura, Tailândia e Índia . Como sua popularidade cresceu, ela começou a conduzir aulas, através de workshops e programas de mídia. Ela publicou dois livros, o primeiro em 2001 e o segundo em 2005. 

## Morte
Ela foi morta juntamente com sua filha em 21 de abril de 2019 por um homem-bomba durante uma série de ataques terroristas no Sri Lanka, enquanto ambas estavam no Shangri-La Hotel em Colombo para o café da manhã.   